# سيلة آل هلابي (عمد)

تعديل مصدري - تعديل

سيلة ال هلابي هي إحدى قرى  بمديرية عمد التابعة لمحافظة حضرموت، بلغ تعداد سكانها 137 نسمة حسب تعداد اليمن لعام 2004.